# Юдович, Михаил Михайлович (младший)
Михаил Михайлович Юдович (младший) (26 февраля 1932, Ярцево — 26 октября 1992, Москва) — советский шахматист, шахматный тренер и теоретик, мастер спорта СССР (1959), заслуженный тренер России. Чемпион ЦШК СССР (1962).

## Биография
Родился в 1932 году в Ярцеве Смоленской области.
Сын советского международного мастера М. М. Юдовича.
Окончил исторический факультет Московского областного педагогического института им. Н. К. Крупской.
По образованию — учитель.
Выступал за ДСО «Спартак».
Выиграв в 1959 году квалификационные матчи у А. И. Хасина и И. М. Лившина, получил звание мастера спорта СССР.
В 1961 году разделил 7—9 места в XXI первенстве РСФСР.
В 1962 году вместе с гроссмейстером В. П. Симагиным вышел победителем V первенства ЦШК СССР. За этот успех он получил право играть в сильном по составу IV международном турнире ЦШК СССР (являвшемся одновременно открытым первенством Москвы), в котором выступил со средним результатом.
В дальнейшем занимался тренерской деятельностью во Дворце пионеров на Ленинских горах (ДЮСШ им. М. М. Ботвинника), где стал первым тренером Артура Юсупова, потом работал старшим тренером отделения шахмат московского спортивного интерната №9, где среди его учеников были Евгений Бареев, Юрий Дохоян и Сергей Шипов. В течение многих лет тренировал юношескую сборную СССР по шахматам.
Автор ряда теоретических работ по шахматным дебютам.
Скончался в 1992 году в Москве. Похоронен на Николо-Архангельском кладбище.

## Спортивные результаты
| Год       | Город  | Турнир                                                        | + | − | = | Результат | Место |
| --------- | ------ | ------------------------------------------------------------- | - | - | - | --------- | ----- |
| 1959      |        | Матч с А. Хасиным                                             | 3 | 1 | 3 | 4½ : 2½   |       |
|           |        | Матч с И. Лившиным                                            | 2 | 1 | 2 | 3 : 2     |       |
| 1961      | Омск   | XXI первенство РСФСР                                          |   |   |   |           | 7—9   |
| 1962      | Москва | V первенство ЦШК СССР                                         |   |   |   |           | 1—2   |
|           | Москва | IV международный турнир ЦШК СССР (открытое первенство Москвы) |   |   |   | 6½ из 15  | 13    |
| 1964      | Москва | Первенство Москвы                                             |   |   |   |           |       |
| 1965      | Москва | Первенство Москвы                                             |   |   |   |           |       |
| 1969/1970 | Москва | Первенство Москвы                                             |   |   |   |           |       |

## Память
Ежегодно в Москве проводится Мемориал Юдовича — юношеские соревнования, посвящённые памяти М. М. Юдовича (младшего). В разное время они имели статус открытого юношеского первенства Москвы, абсолютного первенства Москвы среди юношей и девушек и Кубка Москвы среди юношей и девушек до 18 лет.